# BET Awards
De BET Awards zijn Amerikaanse prijzen voor Afro-Amerikanen die zich in het voorbije jaar verdienstelijk hebben gemaakt op het gebied van muziek, acteren, sport en andere vormen van amusement. De prijsuitreiking wordt elk jaar rechtstreeks op televisie uitgezonden. De BET Awards werden in 2001 in het leven geroepen door Black Entertainment Television (BET), een Amerikaans televisienetwerk dat zich richt op jonge Afro-Amerikanen. BET is een onderdeel van het Viacomconcern.
Onderstaande lijsten bevatten de winnaars en genomineerden van de prijzen, gesorteerd per jaar.

## Presentatoren
| Jaar | Presentator(en)                        |
| ---- | -------------------------------------- |
| 2009 | Mo'Nique                               |
| 2008 | D. L. Hughley                          |
| 2007 | Mo'Nique                               |
| 2006 | Damon Wayans                           |
| 2005 | Will Smith en Jada Pinkett Smith       |
| 2004 | Mo'Nique                               |
| 2003 | Mo'Nique                               |
| 2002 | Steve Harvey en Cedric the Entertainer |
| 2001 | Steve Harvey en Cedric the Entertainer |

### Optredens in 2007
- "And I'm Telling You I'm Not Going" - Jennifer Hudson & Jennifer Holliday
- "Déjà Vu" - Mo'Nique
- "Big Things Poppin'" - T.I.
- "Because of You"/"Make Me Better" - Ne-Yo & Fabolous
- "Last Night" - Diddy, Keyshia Cole & Lil' Kim
- "Get Me Bodied" - Beyoncé ft. Solange Knowles, Michelle Williams, & Mo'Nique
- "Like This" - Kelly Rowland ft. Eve & Destiny's Child
- "Lost Without U" - Robin Thicke
- "Buy U a Drank" - T-Pain
- "Wind Beneath My Wings" Eddie Levert, Gladys Knight, Yolanda Adams & Patti LaBelle
- "Amusement Park" - 50 Cent
- "Love Hangover" - Erykah Badu
- "I'm Coming Out" - Chaka Khan
- "Upside Down" - Stevie Wonder ft. Erykah Badu
- "Like a Boy"/"That's Right" - Ciara ft. Lil Jon
- "Say It Loud - I'm Black and I'm Proud" - Public Enemy ft. Bootsy Collins

### Optredens in 2008
- "Love in This Club"- Usher
- "Put On"- Young Jeezy ft. Kanye West
- "Heaven Sent"/"Let It Go" - Keyshia Cole ft. Lil' Kim
- "Closer" - Ne-Yo ft. JabbaWockeeZ
  - "Teenage Love Affair" - Alicia Keys
  - "Weak" - SWV
  - "Hold On" - En Vogue
  - "Waterfalls" - TLC, SWV & En Vogue
  - "Low" - Flo Rida & T-Pain
  - "The Boss" van Rick Ross
  - "I'm So Hood (Remix)" met DJ Khaled, Rick Ross, Big Boi, Ludacris & T-Pain
- "Never Would've Made It" - Marvin Sapp
- "With You"/"Take You Down" - Chris Brown, Ciara & T-Pain
  - "I'm Still in Love with You" gezongen door Jill Scott
  - "Tired of Being Alone" gezongen door Anthony Hamilton
  - "Simply Beautiful" gezongen door Maxwell
  - "Let's Stay Together"/"Love and Happiness" gezongen door Al Green
- "Take a Bow" - Rihanna
- "Stepped On My J'z"- Nelly, Jermaine Dupri en Ciara /\
- "Party People"- Nelly & Fergie
- "Got Money"- Lil Wayne, T-Pain
- "Lollipop"- met T-Pain, A Milli

## Categorieën

### R&B
| Beste Vrouwelijke R&B Artiest | Beste Vrouwelijke R&B Artiest | Beste Vrouwelijke R&B Artiest                          |
| Jaar                          | Winnaar                       | Genomineerden                                          |
| ----------------------------- | ----------------------------- | ------------------------------------------------------ |
| 2008                          | Alicia Keys                   | Mary J. Blige Mariah Carey Keyshia Cole Rihanna        |
| 2007                          | Beyoncé                       | Mary J. Blige Ciara Jennifer Hudson Corinne Bailey Rae |
| 2006                          | Mary J. Blige                 | India.Arie Mariah Carey Keyshia Cole Beyoncé           |
| 2005                          | Alicia Keys                   | Amerie Mariah Carey Ciara Fantasia Jill Scott          |
| 2004                          | Beyoncé                       | Mary J.Blige Brandy Janet Jackson Alicia Keys Monica   |
| 2003                          | India.Arie                    | Amerie Erykah Badu Vivian Green Heather Headley        |
| 2002                          | India.Arie                    | Aaliyah Ashanti Mary J. Blige Faith Evans Alicia Keys  |
| 2001                          | Mary J. Blige                 | Aaliyah Erykah Badu Janet Jackson Jill Scott           |

| Beste Mannelijke R&B Zanger | Beste Mannelijke R&B Zanger | Beste Mannelijke R&B Zanger                              |
| Jaar                        | Winnaar                     | Genomineerden                                            |
| --------------------------- | --------------------------- | -------------------------------------------------------- |
| 2008                        | Chris Brown                 | Raheem DeVaughn J. Holiday Ne-Yo Trey Songz              |
| 2007                        | Ne-Yo                       | Akon John Legend Gerald Levert Robin Thicke              |
| 2006                        | Prince                      | Jamie Foxx Chris Brown Ne-Yo Anthony Hamilton            |
| 2005                        | Usher                       | Anthony Hamilton John Legend Mario Prince                |
| 2004                        | Usher                       | Anthony Hamilton Ruben Studdard R. Kelly Luther Vandross |
| 2003                        | Jaheim R. Kelly (Tie)       | Musiq Justin Timberlake Ginuwine                         |
| 2002                        | Usher                       | Craig David Musiq Maxwell Jaheim                         |
| 2001                        | Musiq                       | R. Kelly Carl Thomas Joe Maxwell                         |

### Groepen
| Beste groep | Beste groep     | Beste groep                                                               |
| Jaar        | Winnaar         | Genomineerden                                                             |
| ----------- | --------------- | ------------------------------------------------------------------------- |
| 2008        | UGK             | Danity Kane Day26 Gnarls Barkley Playaz Circle                            |
| 2007        | Gnarls Barkley  | Mary Mary OutKast Pretty Ricky Three 6 Mafia                              |
| 2006        | Destiny's Child | The Black Eyed Peas Three Six Mafia Mary Mary Floetry                     |
| 2005        | Destiny's Child | 112 Terror Squad featuring Fat Joe Lil' Jon & The Eastside Boyz The Roots |
| 2004        | OutKast         | G-Unit Lil' Jon & The Eastside Boyz Jagged Edge Floetry                   |
| 2003        | B2K             | Clipse Mary Mary Floetry The Roots                                        |
| 2002        | OutKast         | Destiny's Child 112 B2K Jagged Edge                                       |
| 2001        | Destiny's Child | Mary Mary 3LW 702 Blaque                                                  |
| 2001        | OutKast         | 112 Boyz II Men Dr. Dre, Snoop Dogg & Nate Dogg Jagged Edge               |

### Hip Hop
| Beste vrouwelijke hiphopartiest | Beste vrouwelijke hiphopartiest | Beste vrouwelijke hiphopartiest       |
| Jaar                            | Winnaar                         | Genomineerden                         |
| ------------------------------- | ------------------------------- | ------------------------------------- |
| 2008                            | Missy Elliott                   | Eve Kid Sister Trina Lil Mama         |
| 2006                            | Missy Elliott                   | Remy Ma Lil' Kim Trina Shawnna        |
| 2005                            | Remy Ma                         | Miri Ben-Ari Jacki-O Shawnna          |
| 2004                            | Missy Elliott                   | Rah Digga MC Lyte Jacki-O Da Brat     |
| 2003                            | Missy Elliott                   | Eve Lil' Kim Trina Ms. Jade           |
| 2002                            | Missy Elliott                   | Trina Angie Martinez Rah Digga Mystic |
| 2001                            | Eve                             | Missy Elliott Trina Da Brat Lil' Kim  |

| Beste mannelijke hiphopartiest | Beste mannelijke hiphopartiest | Beste mannelijke hiphopartiest         |
| Jaar                           | Winnaar                        | Genomineerden                          |
| ------------------------------ | ------------------------------ | -------------------------------------- |
| 2008                           | Kanye West                     | Common Jay-Z Lil Wayne Snoop Dogg      |
| 2007                           | T.I.                           | Diddy Jay-Z Lil' Wayne Ludacris        |
| 2006                           | T.I.                           | Kanye West 50 Cent Common Busta Rhymes |
| 2005                           | Kanye West                     | T.I. Snoop Dogg Ludacris Jay-Z 50 Cent |
| 2004                           | Jay-Z                          | Kanye West 50 Cent Chingy Ludacris     |
| 2003                           | 50 Cent                        | Baby Eminem Jay-Z Nelly Snoop Dogg     |
| 2002                           | Ja Rule                        | Busta Rhymes Nas Jay-Z Ludacris        |
| 2001                           | Jay-Z                          | Nelly Ja Rule Mystikal Snoop Dogg      |

### Beste nieuwe artiest
| Beste nieuwe artiest | Beste nieuwe artiest | Beste nieuwe artiest                                    |
| Jaar                 | Winnaar              | Genomineerden                                           |
| -------------------- | -------------------- | ------------------------------------------------------- |
| 2008                 | The-Dream            | Estelle Flo Rida Chrisette Michelle Soulja Boy Tell 'Em |
| 2007                 | Jennifer Hudson      | Lupe Fiasco Gnarls Barkley Mims Corinne Bailey Rae      |
| 2006                 | Chris Brown          | Ne-Yo Rihanna Paul Wall Chamillionaire                  |
| 2005                 | John Legend          | Fantasia The Game Ciara Omarion                         |
| 2004                 | Kanye West           | Pharrell Ruben Studdard Anthony Hamilton Chingy         |
| 2003                 | 50 Cent              | Floetry Heather Headley Sean Paul Justin Timberlake     |
| 2002                 | Alicia Keys          | Craig David B2K Tweet Ashanti                           |
| 2001                 | Lil' Bow Wow         | Nelly Musiq Jill Scott India.Arie                       |

### Gospel
| Beste Gospel artiest | Beste Gospel artiest | Beste Gospel artiest                                           |
| Jaar                 | Winnaar              | Genomineerden                                                  |
| -------------------- | -------------------- | -------------------------------------------------------------- |
| 2008                 | Marvin Sapp          | The Clark Sisters Kirk Franklin Deitrick Haddon Trin-I-Tee 5:7 |
| 2007                 | Kirk Franklin        | Shirley Caesar Mary Mary Fred Hammond Dave Hollister           |
| 2006                 | Kirk Franklin        | Mary Mary Yolanda Adams CeCe Winans Smokie Norful              |
| 2005                 | Donnie McClurkin     | Ruben Studdard Fred Hammond CeCe Winans Kanye West             |
| 2004                 | Yolanda Adams        | Vickie Winans Byron Cage Smokie Norful Donnie McClurkin        |
| 2003                 | Yolanda Adams        | Donnie McClurkin Kirk Franklin Tonéx Smokie Norful             |
| 2002                 | Yolanda Adams        | Kurt Carr Kirk Franklin Fred Hammond CeCe Winans               |
| 2001                 | Donnie McClurkin     | Mary Mary Yolanda Adams Hezekiah Walker Kirk Franklin          |

### Acteurs
| Beste actrice | Beste actrice    | Beste actrice                                                 |
| Jaar          | Winnaar          | Genomineerden                                                 |
| ------------- | ---------------- | ------------------------------------------------------------- |
| 2008          | Halle Berry      | Angela Bassett Queen Latifah Jill Scott Chandra Wilson        |
| 2007          | Jennifer Hudson  | Tichina Arnold Chandra Wilson Kerry Washington Angela Bassett |
| 2006          | Taraji P. Henson | Tichina Arnold Queen Latifah Alfre Woodard Thandie Newton     |
| 2005          | Regina King      | Queen Latifah Gabrielle Union Kimberly Elise Halle Berry      |
| 2004          | Halle Berry      | Vivica A. Fox Sanaa Lathan Beyoncé Knowles Gabrielle Union    |
| 2003          | Queen Latifah    | Nicole Ari Parker Gabrielle Union Sanaa Lathan Halle Berry    |
| 2002          | Halle Berry      | Aaliyah Angela Bassett Vivica A. Fox Jada Pinkett Smith       |
| 2001          | Sanaa Lathan     | Aaliyah Angela Bassett Regina King                            |

| Beste acteur | Beste acteur      | Beste acteur                                               |
| Jaar         | Winnaar           | Genomineerden                                              |
| ------------ | ----------------- | ---------------------------------------------------------- |
| 2008         | Denzel Washington | Anthony Anderson Don Cheadle Idris Elba Terrence Howard    |
| 2007         | Forest Whitaker   | Will Smith Eddie Murphy Idris Elba Jamie Foxx              |
| 2006         | Terrence Howard   | Don Cheadle Ludacris Jamie Foxx Denzel Washington          |
| 2005         | Jamie Foxx        | Mos Def Don Cheadle Will Smith Samuel L. Jackson           |
| 2004         | Denzel Washington | Samuel L. Jackson Laurence Fishburne Bernie Mac Mos Def    |
| 2003         | Derek Luke        | Nick Cannon Mos Def Denzel Washington Samuel L. Jackson    |
| 2002         | Will Smith        | Chris Tucker Eddie Murphy Denzel Washington Morgan Freeman |
| 2001         | Denzel Washington | Omar Epps Cuba Gooding jr. Samuel L. Jackson               |

### Beste Collaboration
| Beste Collaboration | Beste Collaboration                                          | Beste Collaboration |
| Jaar                | Winnaar                                                      | Genomineerden |
| ------------------- | ------------------------------------------------------------ | --- |
| 2008                | Kanye West & T-Pain- "Good Life"                             | Chris Brown feat. T-Pain"-"Kiss Kiss" Keyshia Cole feat. Lil' Kim & Missy Elliott-"Let It Go" DJ Khaled feat. Lil Wayne, Fat Joe, Birdman,Young Jeezy, Ludacris, Busta Rhymes, Rick Ross & Big Boi -"I'm So Hood (remix)"          |
| 2007                | Ludacris feat. Mary J. Blige-"Runaway Love"                  | Beyoncé feat. Jay-Z-"Deja Vu" Beyoncé feat. Jay-Z-"Upgrade U" Diddy feat. Keyshia Cole-"Last Night" Akon feat. Snoop Dogg-"I Wanna Love You"                                                                                       |
| 2006                | Kanye West feat. Jamie Foxx-"Gold Digger"                    | Busta Rhymes feat. Papoose, Rah Digga, Missy Elliott, DMX, Mary J. Blige and Lloyd Banks-"Touch It (remix)" Bow Wow feat. Ciara-"Like You" Jamie Foxx feat. Ludacris-"Unpredictable" Beyoncé feat. Slim Thug & Bun B-"Check On It" |
| 2005                | Ciara feat. Missy Elliott-"1, 2 Step"                        | Usher and Alicia Keys-"My Boo" Snoop Dogg feat. Pharrell-"Drop It Like It's Hot" Jadakiss feat. Anthony Hamilton-"Why" The Game feat. 50 Cent-"Hate It or Love It" Destiny's Child feat. Lil Wayne and T.I.-"Soldier"              |
| 2004                | Beyoncé feat. Jay-Z-"Crazy In Love"                          | Usher feat. Lil' Jon and Ludacris-"Yeah!" OutKast feat. Sleepy Brown-"The Way You Move" Twista feat. Kanye West and Jamie Foxx-"Slow Jamz" Pharrell feat. Jay-Z-"Frontin"                                                          |
| 2003                | Snoop Dogg feat. Pharrell & Uncle Charlie Wilson-"Beautiful" | Nelly feat. Kelly Rowland-"Dilemma" Erykah Badu feat. Common-"Love of My Life (Ode ro Hip-Hop)" Jay-Z feat. Beyoncé-"03 Bonnie & Clyde" Missy Elliott feat. Ludacris & Ms. Jade-"Gossip Folks"                                     |

### Lifetime Achievement & Humanitarian
| Lifetime Achievement Award | Lifetime Achievement Award |
| Jaar                       | Winnaar                    |
| -------------------------- | -------------------------- |
| 2008                       | Al Green                   |
| 2007                       | Diana Ross                 |
| 2006                       | Chaka Khan                 |
| 2005                       | Gladys Knight              |
| 2004                       | The Isley Brothers         |
| 2003                       | James Brown                |
| 2002                       | Earth, Wind and Fire       |
| 2001                       | Whitney Houston            |

| Humanitarian Award | Humanitarian Award           |
| Jaar               | Winnaar                      |
| ------------------ | ---------------------------- |
| 2008               | Quincy Jones                 |
| 2007               | Don Cheadle                  |
| 2006               | Harry Belafonte              |
| 2005               | Denzel & Pauletta Washington |
| 2004               | Danny Glover                 |
| 2003               | Earvin "Magic" Johnson       |
| 2002               | Muhammad Ali                 |

### Trivia
- Destiny's Child waren de eerste artiesten die optraden op de BET Awards
- Ludacris is het vaakst genomineerd
- Beyoncé heeft het vaakst opgetreden